# Ровела (Козенца)
Ровела је насеље у Италији у округу Козенца, региону Калабрија.
Према процени из 2011. у насељу је живело 268 становника. Насеље се налази на надморској висини од 384 м.